# Fermate il mondo... voglio scendere!
Fermate il mondo... voglio scendere! è un film italiano del 1970 diretto da Giancarlo Cobelli.

## Trama
Un "contestatore" vive in una "comune" ma viene conquistato dalla società dello spettacolo e dei consumi.

## Critica
«satira confusa e senza mordente... cast discutibile» * 